# عودة الروح (رواية)
عودة الروح هي رواية للكاتب المصري توفيق الحكيم. انتهى توفيق الحكيم من كتابتها سنة 1927 عندما كان طالبًا في فرنسا، ونشرها سنة 1933.
كانت «عودة الروح» وليدة مجموعة عوامل أدبية وسياسية، تأثر بها الحكيم ككتّاب جيله في مصر في فترة ما بين الحربين، من أهمها ثورة 1919 التي شكلت انتصارا للفكرة القومية في المجال السياسي وبعثت في نفوس المفكرين أملا بتحقيق الشخصية المصرية.

## الشخصيات
- محسن، الشخصية الرئيسية في رواية "عودة الروح" لتوفيق الحكيم، هو شاب مصري يمثل جيلًا يعيش في فترة تحولات كبيرة في المجتمع المصري. محسن شاب في مقتبل العمر يعيش حالة من الحيرة بين تقاليد مجتمعه وآماله الشخصية وطموحاته المستقبلية. يعكس شخصية تسعى لاكتشاف الذات في ظل ظروف اجتماعية وسياسية معقدة. من خلال تجاربه، يعبر عن رغبة الشباب المصري في ذلك الوقت في فهم دورهم في بناء المجتمع، وهي فهم هويتهم, محسن يتميز بطبيعته الرومانسية والحالمة. لديه رؤية مثالية للعالم والحياة. كما أنه يمتلك حسًا قويًا بالعواطف، وخاصة فيما يتعلق بالحب. هذا يظهر في حبه الكبير للفتاة "سنية"، التي تمثل له مثالًا للرومانسية المثالية. ومع ذلك، غالبًا ما يُحبط بسبب عدم قدرته على تحقيق هذا الحب في الواقع. محسن ليس فقط حالماً على المستوى الشخصي، بل هو أيضًا ذو ميول وطنية قوية. يحلم بنهضة مصر ورفعتها، ويرى في التعليم والتقدم الثقافي السبيل الوحيد لتحقيق هذه النهضة. يعبر عن هذه المشاعر من خلال حواراته مع أصدقائه وأساتذته، ويسعى إلى تحقيق هذه الأهداف حتى في ظل التحديات. محسن منفتح على الأفكار الحديثة ويظهر اهتمامًا بالنقاشات الفكرية والسياسية التي كانت سائدة في تلك الفترة. من خلال تفاعلاته مع الشخصيات الأخرى في الرواية، مثل الشيخ عبد ربه، يتأثر بالأفكار الوطنية والثقافية التي تدفعه إلى إعادة التفكير في دوره في المجتمع. محسن يعيش حالة من التأمل والصراع الداخلي. هو يتأرجح بين واقعه المثقل بالتحديات الشخصية والاجتماعية وبين طموحاته وأحلامه. هذا الصراع الداخلي يعكس حالة من عدم الرضا العميق عن وضعه الحالي ورغبته في التغيير.[3]
- الشيخ عبد ربه، شخصية مهمة في رواية "عودة الروح" لتوفيق الحكيم، يمثل المرشد الفكري والروحي لأبطال الرواية، خاصة محسن. يتميز بعدة جوانب تعكس دوره المركزي في توجيه الشخصيات ودفعها نحو التفكير العميق في قضايا الحياة والوطنية. وهو رجل ناضج ذو خبرة واسعة في الحياة. يجسد دور الشخص الحكيم الذي يستند إلى سنوات طويلة من التأمل والفهم العميق للمجتمع والتقاليد. غالبًا ما يقدم نصائح فلسفية وعميقة لمحسن وأصدقائه، مما يجعله مصدر إلهام للتفكير والنقد. كان يحث محسن على التفكير في قضايا أعمق تتعلق بالهوية المصرية والتغيير المجتمعي. يقدم أفكارًا تساهم في تنمية الوعي السياسي والثقافي لشخصيات الرواية.  أن الشيخ عبد ربه يتسم بالتوازن بين الأفكار الحديثة والمحافظة. لا يتبنى الأفكار الحديثة بشكل كامل، بل يعرضها بطريقة منفتحة ولكن بحذر. يؤمن بأن التغيير يجب أن يكون مدروسًا ويجب أن يحترم التقاليد والقيم الأساسية للمجتمع. الشيخ عبد ربه هو شخصية متدينة، ولكن تدينه ليس متزمتًا. هو يمثل التدين المعتدل الذي يجمع بين الإيمان بالقيم الروحية والانفتاح على الحياة الحديثة. لا يفرض آراءه على الآخرين، بل يعرضها بعقلانية، ويسمح لهم باتخاذ قراراتهم الخاصة بناءً على التفكير الشخصي.  لديه اهتمام كبير بالشباب ويظهر تعاطفه تجاههم. يدرك أن الجيل الجديد بحاجة إلى التوجيه، ولكنه أيضًا يحترم حرية تفكيرهم. علاقته بمحسن وأصدقائه قائمة على الحوار والتفاهم، وليس الفرض أو السيطرة. يمثل شخصية الأب أو المرشد الذي يسعى لتعزيز استقلالية التفكير لدى الشباب.
- سنية هي الفتاة التي يقع محسن في حبها. سنية تمثل الجمال والرومانسية في حياة محسن، وهي شخصية مؤثرة في تطور أفكاره وعواطفه. حب محسن لسنية يعكس تردده بين العواطف الشخصية والواجبات الوطنية.[3]
- أنور  هو أحد أفراد العائلة الموسعة التي يعيش معها محسن. هو شخصية واقعية وعملية أكثر من محسن، ولكنه يشترك معه في بعض الأحلام والتطلعات. يمثل أنور صوت العقل والمنطق مقارنة بالطبيعة الحالمة لمحاسن ومحسن
- سلطان هو أيضًا أحد أفراد العائلة الموسعة، يعمل في مصلحة البريد. يمثل نموذج الرجل العامل البسيط الذي يواجه الحياة الواقعية دون أحلام كبيرة مثل محسن. شخصية سلطان تمثل التفاوت بين الأحلام الوطنية والحياة العملية اليومية.
- مصطفى هو شقيق محسن، وأحد أفراد العائلة الموسعة. يعمل كموظف حكومي، ويعيش حياة عادية دون طموحات كبيرة. مثل سلطان، يمثل مصطفى نموذج الشخص الذي يقبل حياته كما هي، دون السعي وراء التغيير أو التطوير.
- حسن  هو فرد آخر من أفراد العائلة الموسعة، وهو مثل باقي الشخصيات يمثل شريحة من المجتمع المصري في تلك الفترة. دوره أقل أهمية من الشخصيات الأخرى، لكنه يساهم في تكوين البيئة الاجتماعية التي تعيش فيها الشخصيات.
- عم محسن (العم) هو رب العائلة، الرجل الكبير الذي يعيش الجميع معه. هو رمز للسلطة العائلية التقليدية والقيم القديمة. يحاول الحفاظ على استقرار العائلة ويواجه التحديات التي يفرضها الواقع المتغير في مصر.
- الأم في الرواية هي شخصية ثانوية، لكنها تعكس دور المرأة التقليدية في المجتمع المصري في تلك الفترة. تعتني بالعائلة وتحرص على حماية الروابط العائلية، لكنها ليست شخصية فعالة في صنع القرارات أو التأثير على الأحداث.[4]

## حبكة الرواية
يعيش محسن، الذي ترك دمنهور، حيث عائلته الثرية، ليلتحق بإحدى مدارس القاهرة، في حي السيدة زينب حياة بسيطة مع أعمامه الثلاثة وعمته التي ترعى شؤونهم بعد أن فاتها قطار الزواج وخادم من القرية. ويقع الذكور جميعا في حب جارتهم سنية الفتاة العصرية التي تعزف على البيانو ولكن سنية تخيب أملهم جميعاً. وتقع في حب جارهم وجارها مصطفى. ومصطفى شاب ميسور الحال يترك دكانه الذي ورثه عن أبيه في كفر الزيات ويأتي إلى القاهرة بحثا عن وظيفة بعشرة جنيهات فتشجعه سنية على العودة إلى دكان أبيه. وتصطدم سنية مع العمة زنوبة التي تحلم بالزواج من مصطفى وتلجأ إلى السحر من أجل استمالة قلبه ولكنها تفشل. تنفجر ثورة 1919 من أجل عودة سعد زغلول ورفاقه الذين نفوا بعيدًا عن الوطن، ويشارك «الشعب الصغير» محسن وأعمامه والخادم في المظاهرات التي تؤيد الثورة وكما بدأت الرواية بهم مرضى في الفراش في غرفة واحدة تنتهي بهم في زنزانة واحدة في السجن ثم في غرفة واحدة في مستشفى.

## الترجمة إلى اللغات الأجنبية
ترجمت الرواية ونشرت باللغة الروسية في ليننجراد عام 1935 وبالفرنسية في باريس عام 1937 في دار فاسكيل للنشر وبالإنجليزية في واشنطن عام 1984.

## الأعمال الفنية
قُدِمَت الرواية في عملين فنيين، هما:
- مسرحية عودة الروح بطولة سعيد صالح وإخراج جلال الشرقاوي، إنتاج عام 1963.[5]
- مسلسل عودة الروح بطولة صلاح ذو الفقار وإخراج حسين كمال، إنتاج عام 1977.[6]

## وصلات خارجية
- آراء القراء حول رواية عودة الروح على موقع أبجد